# Airmont
Airmont – wieś w Stanach Zjednoczonych, w stanie Nowy Jork, w hrabstwie Rockland.